# Chabanais
Chabanais é uma comuna francesa na região administrativa da Nova Aquitânia, no departamento de Charente. Estende-se por uma área de 15,01 km². Em 2010 a comuna tinha 1 643 habitantes (densidade: 109,5 hab./km²).